# Adrian Smith (architecte)
Pour les articles homonymes, voir Smith et Adrian Smith (homonymie).
Adrian Smith, né le 19 août 1944 à Chicago, est un architecte américain et un des spécialistes mondiaux de la conception de gratte-ciel de très grande hauteur dont Burj Khalifa (Dubaï, 828 m de hauteur, inaugurée en 2010), la Pearl River Tower (Ghuangzhou, Chine, achevée en 2011) ou la Trump International Hotel and Tower (Chicago, terminée en 2009) et la future plus grande tour du monde, la Kingdom Tower (Djeddah, 1 000 m de hauteur)

## Biographie
À la fin de ses études, Smith rentre chez Skidmore, Owings and Merrill (SOM) (1967-2006), un des plus grands cabinets américains d'architecture et un des rares spécialistes de constructions de gratte-ciels, et où il va rester pendant 40 ans. En 1969, il travaille sur le chantier du 875 North Michigan Avenue (anciennement John Hancock Center). Il sera Design Partner dans leur bureau de Chicago de 1980 à 2003 puis Consulting Design Partner de 2004 à 2006. Il a été également Chief Executive Officer de 1993 à 1995 de cette société et président de sa fondation de 1990 à 1995, fondation qui aide et abrite des étudiants en architecture, design et ingénierie de structure.

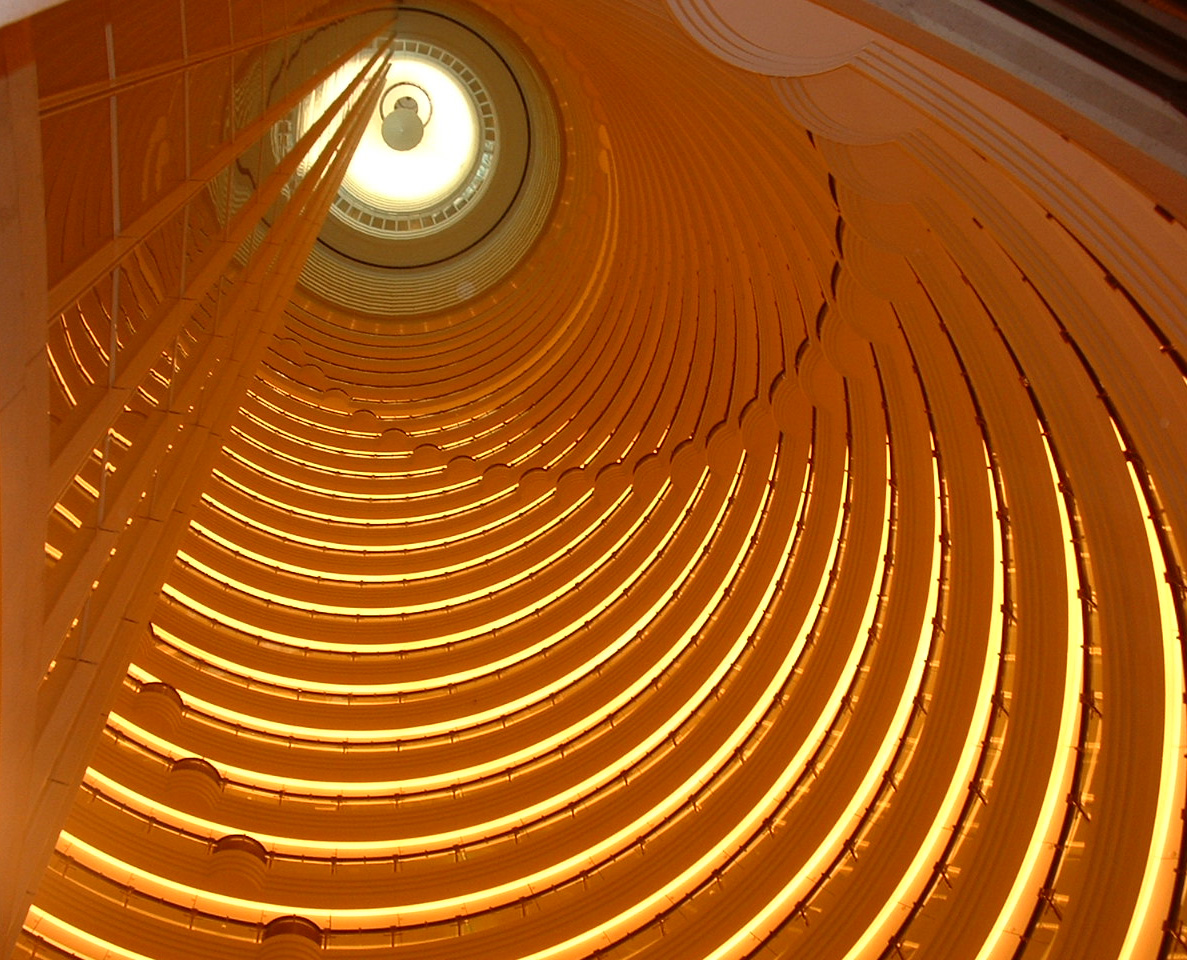
Atrium du Jin Mao à Shangai

Smith quitta SOM en 2006 à 62 ans. Avec Gordon Gill, un designer de la SOM et Robert Forest, chargé du management de projet pour créer le cabinet Adrian Smith + Gordon Gill Architecture. Il a justifié ce départ par le fait que Skidmore, Owings and Merrill met systématiquement à la retraite ses collaborateurs à 65 ans, qu'il ne souhaitait pas s'arrêter à cet âge et qu'il avait donc anticipé en les quittant.
Son nouveau cabinet veut se concentrer sur la conception d'une architecture à haute-performance, à forte efficacité énergétique et soutenant le développement durable. Adrian Smith a précisé qu'il ne cédait pas à un effet de mode mais avait depuis longtemps intégré ces éléments à sa réflexion, construisant ainsi parmi ses premiers bâtiments, la Banco de Occidente au Guatemala, un bâtiment qui fonctionnait sans électricité ou ayant conçu le Congress 601 à Boston, premier bâtiment construit avec double paroi de verre doté de contrôleur solaire et d'une ventilation intégrée.